# Leggo
Leggo est un quotidien italien distribué gratuitement, caractérisé par un format demi-tabloïd. Il est publié par le groupe Caltagirone Editore et est dirigé, depuis le 3 avril 2018, par Davide Desario, qui a succédé à Alvaro Moretti.
Le premier numéro a été publié le 5 mars 2001, sous la direction de Giuseppe Rossi.
Leggo est le seul journal dont la distribution gratuite a été reprise par Audipress. Au cours du trimestre avril-juin 2018, elle a compté en moyenne 556 000 lecteurs.
Le nouveau site web du journal est actif depuis le 21 novembre 2011. En 2018, il s'est hissé à la 11e place parmi les sites d'information italiens.